# Zmarli w maju 2010

## Maj 2010
- 31 maja
  - Louise Bourgeois, amerykańska rzeźbiarka[1]
  - William A.Fraker, amerykański autor zdjęć filmowych[2]
  - Jerzy Żurawiecki, polski polityk, działacz związkowy, samorządowiec[3]
- 30 maja
  - Pat Evison, nowozelandzka aktorka[4]
  - Peter Orlovsky, amerykański poeta[5]
  - Ali-Ollie Woodson, amerykański wokalista grupy The Temptations[6]
- 29 maja
  - Bogusław Gałęski, polski socjolog wsi[7]
  - Dennis Hopper, amerykański aktor, reżyser filmowy, scenarzysta[8]
- 28 maja
  - Gary Coleman, amerykański aktor[9]
  - Adam Szember, uczony polski, specjalista nauk rolniczych, profesor Akademii Rolniczej w Lublinie[10]
- 27 maja
  - Peter Keefe, amerykański producent filmowy[11]
- 26 maja
  - Jean Constantin, rumuński aktor[12]
  - Pat Stevens, amerykańska aktorka[13]
- 25 maja
  - Robert Muczynski, amerykański kompozytor, polskiego pochodzenia[14]
  - Siphiwo Ntshebe, południowoafrykański śpiewak operowy, który miał otworzyć piłkarskie Mistrzostwa Świata w RPA[15]
- 24 maja
  - Paul Gray, amerykański muzyk[16]
- 23 maja
  - Simon Monjack, brytyjski scenarzysta[17]
- 22 maja
  - Martin Gardner, amerykański dziennikarz, matematyk, popularyzator nauki[18]
  - Josef Koukl, czeski biskup katolicki[19]
  - Buz Lukens, amerykański polityk[20]
- 21 maja
  - Luigi Adwok, sudański polityk, członek Komitetu Suwerenności (1964–1965)[21]
- 20 maja
  - Tadeusz Gołębiewski, polski biotechnolog, piwowar, żołnierz AK[22]
  - Leszek Małkowski, fotoreporter sportów motoryzacyjnych[23]
  - Walter Rudin, amerykański matematyk[24]
- 19 maja
  - Feliks Milan, polski działacz społeczny, żołnierz AK, współzałożyciel Związku Sybiraków[25]
  - Zbigniew Pudysz, polski funkcjonariusz organów bezpieczeństwa, generał brygady MO, wiceminister spraw wewnętrznych (1986–1990)[26]
  - Harry Vos, holenderski piłkarz, reprezentant Holandii[27]
- 18 maja
  - Andrzej Pelczar, polski matematyk, profesor i rektor Uniwersytetu Jagiellońskiego[28]
- 17 maja
  - Bobbejaan Schoepen, belgijski piosenkarz, kompozytor[29]
- 16 maja
  - Ronnie James Dio, amerykański wokalista (Elf, Black Sabbath, Dio, Heaven & Hell, Rainbow)[30]
  - Wacław Gapiński, polski duchowny katolicki, kapłan diecezji płockiej[31]
  - Hank Jones, amerykański pianista jazzowy, kompozytor[32]
  - Oswaldo López Arellano, honduraski polityk, prezydent Hondurasu[33]
  - Józef Niweliński, polski biolog i farmaceuta[34]
  - Zofia Wilczyńska, polska aktorka[35]
- 15 maja
  - Besian Idrizaj, austriacki piłkarz[36]
  - Władysław Lemm, polski fotografik[37]
  - John Shepherd-Barron, szkocki wynalazca, twórca bankomatu[38]
  - Bhairon Singh Shekhawat, indyjski polityk, wiceprezydent Indii[39]
- 12 maja
  - Charlie Francis, kanadyjski trener lekkoatletyczny[40]
  - Edith Keller-Herrmann, niemiecka szachistka, arcymistrzyni[41]
  - Stanisław Kukuryka, polski polityk, minister budownictwa i przemysłu materiałów budowlanych (1982–1985)[42]
- 11 maja
  - Maciej Kozłowski, polski aktor[43]
- 10 maja
  - Frank Frazetta, amerykański artysta plastyk tworzący w dziedzinie fantasy i science fiction[44]
  - Jock McEwen, nowozelandzki historyk, urzędnik państwowy i działacz społeczny, komisarz-rezydent na Niue (1953–1956)[45]
  - Mac Mohan, indyjski aktor[46]
  - Wołodymyr Płoskyna, ukraiński piłkarz, trener piłkarski[47]
  - Zygmunt Syrokomski, polski pedagog, instruktor harcerski, harcmistrz, wychowawca młodzieży[48]
- 9 maja
  - Erica Blasberg, amerykańska golfistka[49]
  - William Hook, brytyjski szachista[50]
  - Lena Horne, amerykańska aktorka, piosenkarka[51]
  - Otakar Motejl, czeski dyplomata, polityk, Rzecznik Praw Obywatelskich[52]
- 8 maja
  - Joaquín Capilla, meksykański skoczek do wody, mistrz olimpijski[53]
  - Andor Lilienthal, węgierski szachista, arcymistrz[54]
  - Janusz Sołoma, polski muzyk[55]
- 7 maja
  - Babz Chula, amerykańska aktorka[56]
  - Marek Długosz, polski muzyk, gitarzysta[57]
  - Walter Joseph Hickel, amerykański polityk[58]
  - Jacek Kotlica, polski poeta, prozaik, krytyk sztuki, działacz kulturalny[59]
- 6 maja
  - Zdzisław Stencel, polski inżynier, polityk, wiceminister rolnictwa[60]
- 5 maja
  - Jadwiga Jarmuł, polska aktorka[61]
  - Giulietta Simionato, włoska śpiewaczka operowa (mezzosopran)[62]
  - Umaru Yar’Adua, nigeryjski polityk, prezydent Nigerii w latach 2007−2010[63]
- 4 maja
  - Freddy Kottulinsky, niemiecki kierowca wyścigowy, zwycięzca Rajdu Paryż-Dakar[64]
  - Luigi Poggi, włoski duchowny katolicki, kardynał[65]
  - Angelo D. Roncallo, amerykański polityk, członek Izby Reprezentantów (1973–1975)[66]
  - Stefan Zabieglik, polski filozof, nauczyciel akademicki[67]
- 3 maja
  - Florencio Campomanes, filipiński szachista, działacz szachowy, prezydent Międzynarodowej Federacji Szachowej (FIDE)[68]
  - Krzysztof Misiurkiewicz, polski aktor[69]
- 2 maja
  - Andrew McFarlane, australijski motocyklista klasy MX2, wicemistrz świata[70]
  - Bohumil Němeček, czechosłowacki bokser, mistrz olimpijski, mistrz Europy[71]
  - Lynn Redgrave, brytyjska aktorka[72]
- 1 maja
  - Danny Aiello III, amerykański aktor, reżyser i koordynator scen kaskaderskich[73]
  - Timothy Aluko, nigeryjski pisarz[74]
  - Zygmunt Kamiński, polski duchowny katolicki, biskup szczecińsko-kamieński[75]
  - Michał „Lucjusz” Kowalczyk, polski piosenkarz, gitarzysta, autor piosenek, założyciel i lider zespołu Spinakery[76]
  - Rob McConnell, kanadyjski muzyk jazzowy[77]
  - Helen Wagner, amerykańska aktorka[78]